# Segunda División de Venezuela 2005-06
La Temporada 2005-06 de la Segunda División de Venezuela  se inició el 21 de agosto de 2005 con la participación de 16 equipos.
Los 5 primeros de los Grupos (Occidental y Centro Oriental) obtiene el cupo para disputar el Torneo Clausura y los 2 primeros del Torneo Clausura asciende a Primera División de Venezuela.

## Equipos participantes
Los equipos participantes en la Temporada 2005/06 de la Segunda División del Fútbol Venezolano son los siguientes:
| Grupo Occidental: - Atlético El Vigía FC, de El Vigía - Portuguesa FC, de Acarigua - Deportivo Maracaibo, de Maracaibo - UPEL Nacional FC, de San Antonio del Táchira - Llaneros de Guanare FC, de Guanare - Zulia FC, de Maracaibo - UCLA FC, de Barquisimeto - Zamora FC, de Barinas |  | Grupo Centro Oriental: - EF San Tomé, de San Tomé - Caracas FC B, de Caracas - Nueva Cádiz FC, de Cumaná - Deportivo Anzoátegui, de Puerto La Cruz - Hermandad Gallega FC, de Valencia - Deportivo Galicia, de Caracas - Deportivo Italchacao, de Caracas - Unión Lara FC, de Barquisimeto |

## Torneo Apertura
El Torneo Apertura 2005 es el primer torneo de la Temporada 2005/06 en la Segunda División de Venezuela.

### Grupo Occidental
|   | Equipo                 | PTS | JJ | JG | JE | JP | GF | GC | DG  |
| - | ---------------------- | --- | -- | -- | -- | -- | -- | -- | --- |
| 1 | UPEL Nacional FC       | 26  | 14 | 7  | 5  | 2  | 18 | 8  | +10 |
| 2 | Deportivo Maracaibo    | 25  | 14 | 7  | 4  | 3  | 20 | 15 | +5  |
| 3 | UCLA FC                | 20  | 14 | 6  | 4  | 4  | 13 | 13 | 0   |
| 4 | Zamora FC              | 20  | 14 | 6  | 2  | 6  | 20 | 22 | -2  |
| 5 | Portuguesa FC          | 19  | 14 | 5  | 4  | 5  | 17 | 17 | 0   |
| 6 | Llaneros de Guanare FC | 18  | 14 | 4  | 6  | 4  | 17 | 14 | +3  |
| 7 | Zulia Fútbol Club      | 18  | 14 | 5  | 3  | 6  | 16 | 15 | +1  |
| 8 | Atlético El Vigía FC   | 7   | 14 | 2  | 1  | 11 | 11 | 28 | -7  |

Leyenda: PTS (Puntos), JJ (Juegos jugados), JG (Juegos Ganados), JE (Juegos Empatados), JG (Juegos Perdidos), GF (Goles a Favor), GC (Goles en Contra), DG (Diferencia de Goles).

### Grupo Centro Oriental
|   | Equipo               | PTS | JJ | JG | JE | JP | GF | GC | DG  |
| - | -------------------- | --- | -- | -- | -- | -- | -- | -- | --- |
| 1 | Deportivo Galicia    | 28  | 14 | 8  | 4  | 2  | 27 | 10 | +17 |
| 2 | Deportivo Italchacao | 28  | 14 | 9  | 1  | 4  | 32 | 16 | +16 |
| 3 | Deportivo Anzoategui | 26  | 14 | 8  | 2  | 4  | 16 | 15 | +1  |
| 4 | Unión Lara FC        | 25  | 14 | 6  | 7  | 1  | 33 | 17 | +16 |
| 5 | Caracas FC B         | 17  | 14 | 5  | 2  | 7  | 21 | 22 | -1  |
| 6 | Hermandad Gallega FC | 14  | 14 | 3  | 5  | 6  | 21 | 26 | -5  |
| 7 | Nueva Cádiz FC       | 10  | 14 | 2  | 4  | 8  | 11 | 25 | -14 |
| 8 | EF San Tomé          | 7   | 14 | 2  | 1  | 11 | 10 | 40 | -30 |

Leyenda: PTS (Puntos), JJ (Juegos jugados), JG (Juegos Ganados), JE (Juegos Empatados), JG (Juegos Perdidos), GF (Goles a Favor), GC (Goles en Contra), DG (Diferencia de Goles).

## Torneo Clausura
El Torneo Clausura 2006 es el segundo torneo de la temporada 2005/06 en la Segunda División de Venezuela.

### Clasificación
|    | Equipo               | PTS | JJ | JG | JE | JP | GF | GC | DG  |
| -- | -------------------- | --- | -- | -- | -- | -- | -- | -- | --- |
| 1  | Portuguesa FC        | 38  | 18 | 11 | 5  | 2  | 34 | 14 | +20 |
| 2  | Zamora FC            | 38  | 18 | 11 | 5  | 2  | 31 | 15 | +16 |
| 3  | Unión Lara FC        | 37  | 18 | 11 | 4  | 3  | 36 | 21 | +15 |
| 4  | Deportivo Anzoátegui | 30  | 18 | 9  | 3  | 6  | 31 | 25 | +6  |
| 5  | UPEL Nacional FC     | 23  | 18 | 6  | 5  | 7  | 19 | 20 | -1  |
| 6  | Caracas FC B         | 22  | 18 | 6  | 4  | 8  | 20 | 24 | -4  |
| 7  | UCLA FC              | 21  | 18 | 6  | 3  | 9  | 23 | 30 | -7  |
| 8  | Deportivo Italchacao | 20  | 18 | 5  | 5  | 8  | 19 | 19 | 0   |
| 9  | Deportivo Maracaibo  | 12  | 18 | 3  | 3  | 12 | 20 | 41 | -21 |
| 10 | Deportivo Galicia    | 10  | 18 | 3  | 1  | 14 | 14 | 39 | -25 |

Leyenda: PTS (Puntos), JJ (Juegos jugados), JG (Juegos Ganados), JE (Juegos Empatados), JG (Juegos Perdidos), GF (Goles a Favor), GC (Goles en Contra), DG (Diferencia de Goles).
Portuguesa Fútbol Club

Campeón
1.er título

### Top 5 goleadores
| Jugador | Jugador              | Jugador         | Goles | Equipo               |
| ------- | -------------------- | --------------- | ----- | -------------------- |
| 1       | Bandera de Venezuela | Heiber Díaz     | 19    | Unión Lara SC        |
| 2       | Bandera de Venezuela | Zamir Valoyes   | 14    | Deportivo Anzoátegui |
| 3       | Bandera de Venezuela | Alexis Chirinos | 13    | Zamora FC            |
| 3       | Bandera de Venezuela | Carlos Camargo  | 13    | Zamora FC            |
| 5       | Bandera de Venezuela | Pedro Lucena    | 12    | Portuguesa FC        |